# NGC 191
NGC 191 (ook wel PGC 2331, MCG -2-2-77 of ARP 127) is een balkspiraalstelsel in het sterrenbeeld Walvis.
NGC 191 werd op 28 november 1785 ontdekt door de Duits-Britse astronoom William Herschel.